# Hòn Bần
Hòn Bần, hay Hòn Bàng, là một hòn đảo nhỏ trong vịnh Thái Lan, thuộc chủ quyền Việt Nam. Đảo nằm về phía tây bắc đảo Phú Quốc, cách bờ biển đảo Phú Quốc 2,3 km, cách Bãi biển Gành Dầu trên đảo Phú Quốc 2,76 km. Hòn Bần có diện tích gần 1,0 ha (0,01 km²), có hình thon dài như một con cá, đường bờ biển dài khoảng 600 mét.
Hòn Bần quản lý bởi chính quyền thành phố Phú Quốc, tỉnh Kiên Giang, Việt Nam. Trên đảo không có người ở, hoạt động đến đảo chủ yếu từ các công ty khai thác du lịch.